# Roger Bernard II. (Foix)
Roger Bernard II. (* um 1195; † 26. Mai 1241), genannt der Große, war von 1223 bis zu seinem Tod Graf von Foix. Er war der einzige erbberechtigte Sohn und Nachfolger seines Vaters Graf Raimund Roger und dessen Ehefrau Philippa de Montcada.
Die Zeit seines Lebens und Regentschaft war bestimmt von den kriegerischen Ereignissen des Albigenserkreuzzuges in dem Roger Bernard und sein Vater auf der Seite der Fürsten Okzitaniens eine bedeutende Rolle spielten. Mit seinem Vater kämpfte er 1211 bei Lavaur und Castelnaudary. 1217 verteidigte er sechs Wochen lang die Burg Montgrenier gegen die Kreuzfahrer und nahm 1218 an der Verteidigung von Toulouse teil, wo der Anführer des Kreuzzuges Simon IV. de Montfort getötet wurde. Danach nahm er an den Kämpfen gegen dessen Sohn Amaury de Montfort teil und befreite dabei mehrere Städte wie Limoux und Lavaur. Er half seinem Vater bei der Vertreibung der Kreuzritter aus der Grafschaft Foix, wo Raimund Roger nach der Einnahme von Mirepoix im Frühjahr 1223 verstarb.
Nachdem am 14. Januar 1224 der junge Vizegraf Raimund II. Trencavel in Carcassonne einzog gab Amaury de Montfort den Kampf auf, womit der päpstliche Kreuzzug mit einem Misserfolg endete.
Dennoch sollte der Kampf weitergehen. König Ludwig VIII. von Frankreich vereitelte erfolgreich die Bemühungen des Papstes Honorius III. den Kreuzzug gegen die Albigenser zu beenden und rief auf einem Konzil in Bourges 1225 zu einem neuen Kreuzzugsunternehmen auf das der König persönlich anführen wolle.
Dieses Mal konnten die Grafen des Languedoc der neuen Bedrohung nichts entgegensetzen. Am 16. Juni 1226 unterwarf sich Carcassonne dem König, dessen Tod vor Avignon wenige Monate später die Niederlage nicht aufhalten konnte. Roger Bernard konnte sich bis in den Juni 1227 in Limoux halten, doch ohne nennenswerte Unterstützung musste er letztlich doch vor dem königlichen Seneschall von Carcassonne, Humbert V. de Beaujeu, kapitulieren. 
Roger Bernard erkannte 1229 die Bestimmungen des Vertrages von Meaux-Paris an und unterstellte sich und seine Grafschaft in St. Jean-de-Verges der Lehnshoheit der französischen Krone. Dabei musste er den Verlust von Mirepoix und des Montségur, der noch von den Katharern gehalten wurde, an Guy de Lévis akzeptieren der diese Lehen direkt von der Krone erhalten sollte. Jedoch konnte er wichtige Positionen wie Montgaillard, Cher (Quié), Rabat und Saverdun behalten.
Weiterhin musste Roger Bernard die Inquisition in seiner Grafschaft walten lassen, gegen die er aber mehrfach konspirierte.
Allerdings verzichtete er nun auf eine antifranzösische Politik und verweigerte so z. B. im Herbst 1240 dem Raimund Trencavel die Unterstützung bei dessen Versuch Carcassonne zurückzuerobern.
Stattdessen nahm Roger Bernard die Expansionspolitik seiner Vorfahren, mit dem Ziel die Grafschaft in den Süden der Pyrenäen zu erweitern, wieder auf. Im Streit um die Herrschaft über die Täler der Caboet-Familie, auf die er durch seine erste Ehe einen Erbanspruch erheben konnte, geriet der Graf in einen langjährigen Konflikt mit dem Bischof von Urgell, der langfristig zur Entstehung des Fürstentums Andorra führen sollte.
Roger Bernard von Foix starb am 26. Mai 1241 im Frieden mit der katholischen Kirche die ihn zweimal exkommuniziert (1227 und 1239) und 1240 in Durfort die Absolution gewährt hatte.
Er wurde in der Abtei von Boulbonne beigesetzt.

## Ehen und Nachkommen
Verheiratet war der Graf in erster Ehe mit Ermessende († 1229), welche die Erbtochter des Vizegrafen Arnaud von Castelbon und dessen Frau Arnalda de Caboet war. Die Ehe wurde von den Vätern des Paares bereits am 10. Januar 1202 in Tarascon vertraglich vereinbart und sollte die Allianz zwischen beiden Familien untermauern, außerdem wurde so der Erbgang des Hauses Foix in Castelbon besiegelt. Ermessende war, wie ihr Vater auch, eine gläubige Katharerin. Das Paar hatte zwei Kinder:
- Roger IV. († 24. Februar 1265), Nachfolger als Graf von Foix und Vizegraf von Castelbon, ⚭ Brunissende de Cardona (Haus Folch de Cardona)
- Esclarmonde, ⚭ Vizegraf Ramón Folch IX. von Cardona (Haus Folch de Cardona)

In zweiter Ehe heiratete Roger Bernard um 1232 Ermengarde, eine Tochter des Vizegrafen Aimery III. von Narbonne (Haus Manrique de Lara) und dessen Frau Marguerite de Marly. Mit ihr hatte er eine Tochter:
- Cecile († 1270), ⚭ Álvaro de Cabrera, Graf von Urgell

| Vorgänger     | Amt                                               | Nachfolger |
| ------------- | ------------------------------------------------- | ---------- |
| Raimund Roger | Graf von Foix 1223–1241                           | Roger IV.  |
| Arnaud        | Vizegraf von Castelbon (de iure uxoris) 1226–1229 | Roger IV.  |

| Personendaten    | Personendaten     |
| ---------------- | ----------------- |
| NAME             | Roger Bernard II. |
| KURZBESCHREIBUNG | Graf von Foix     |
| GEBURTSDATUM     | um 1195           |
| STERBEDATUM      | 26. Mai 1241      |